# Borovy (przystanek kolejowy)
Borovy – przystanek kolejowy w Borovach, w kraju pilzneńskim, w Czechach. Położona jest na wysokości 365 m n.p.m.
Na przystanku nie ma możliwości zakupu biletów, a obsługa podróżnych odbywa się w pociągu. 

## Linie kolejowe
- 183 Plzeň - Klatovy - Železná Ruda-Alžbětín